# Binyamina-Giv'at Ada
Binyamina-Giv'at Ada è un consiglio regionale nel distretto di Haifa in Israele . È il risultato della fusione del 2003 tra i due località di Binyamina e Giv'at Ada.

## Storia

### Binyamina
Binyamina fu stata fondata nel 1922. Inizialmente, col nome proposto per la Moshava era "Tel Binyamin", ma per la vicinanza stazione ferroviaria britannica era chiamata stazione ferroviaria di Binyamina, che a sua volta prendeva il nome dal barone Edmond Benjamin James de Rothschild, gli abitanti scelsero di chiamarla Binyamina. Binyamina fu fondata sul territorio della PICA dai membri della Terza Aliyah e dalle persone provenienti dal vicino Zikhron Ya'akov . L'economia originaria del villaggio era basata sulla coltivazione degli agrumi. Nel 1947, Binyamina aveva una popolazione di 2000 abitanti.

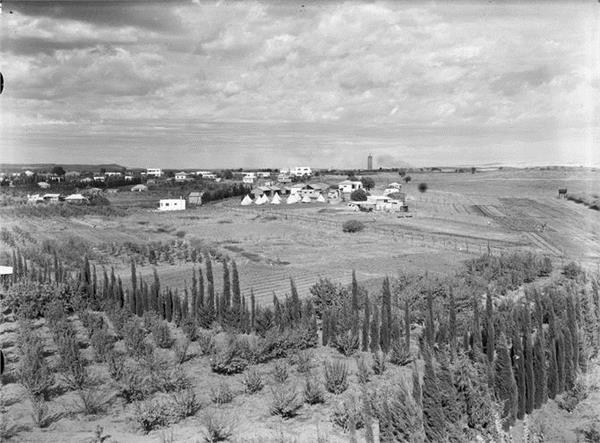
Binyamina 1928
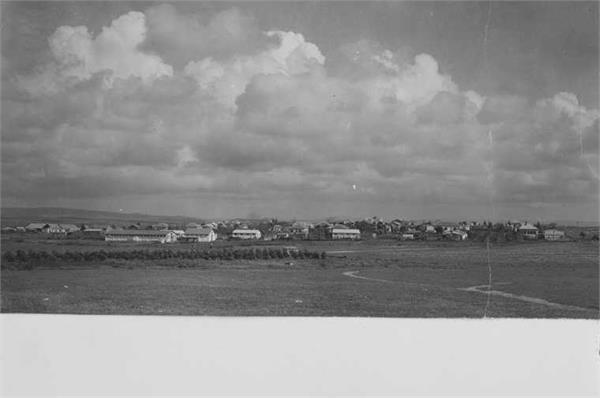
Binyamina 1934
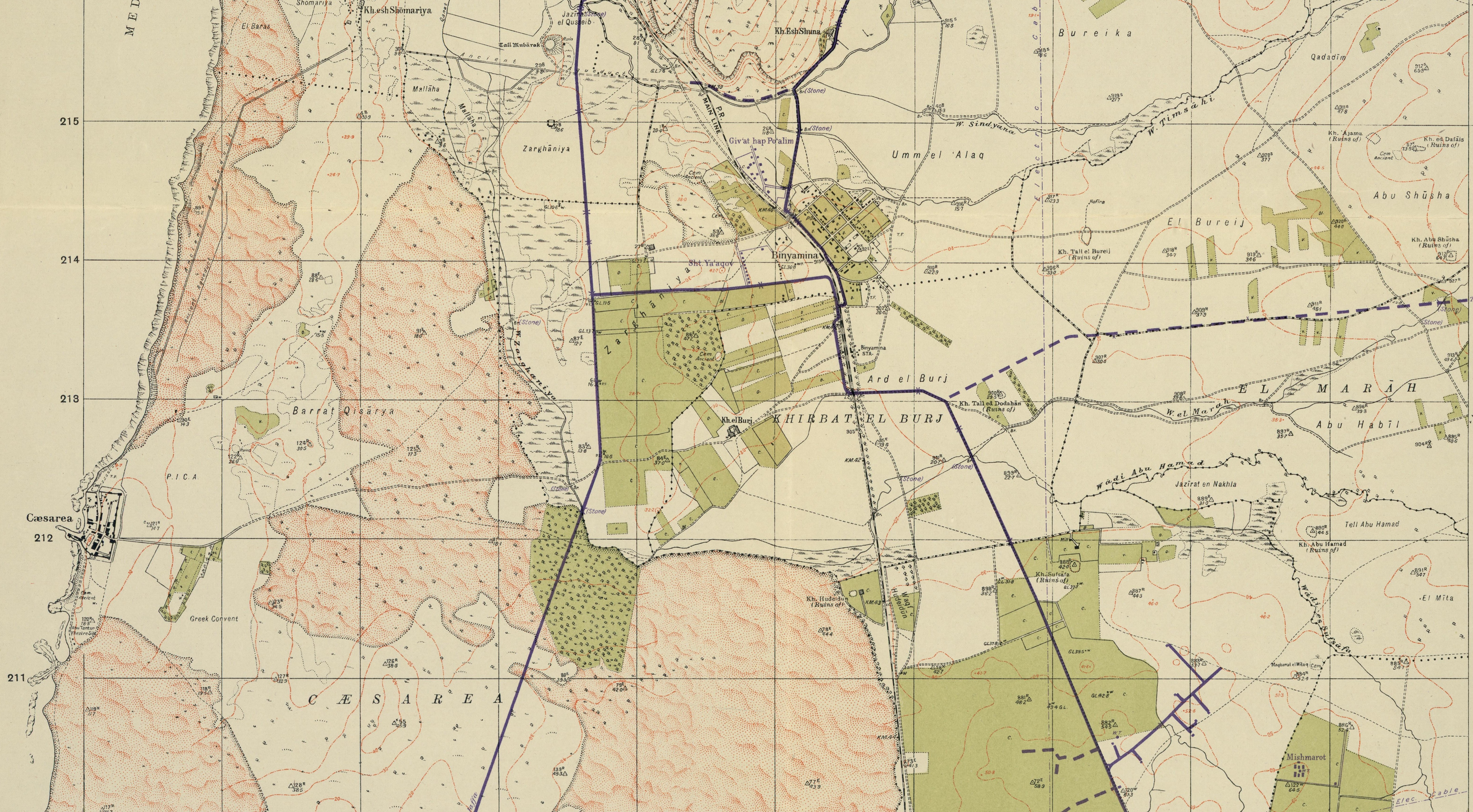
Binyamina 1942 1:20.000
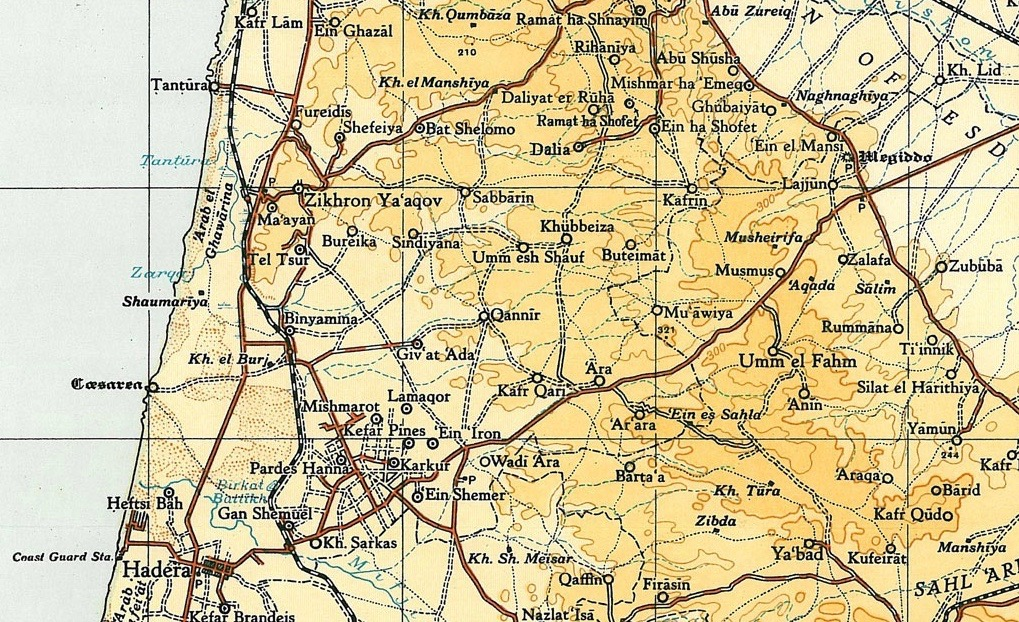
Binyamina e Giv'at Ada 1945 1:250.000

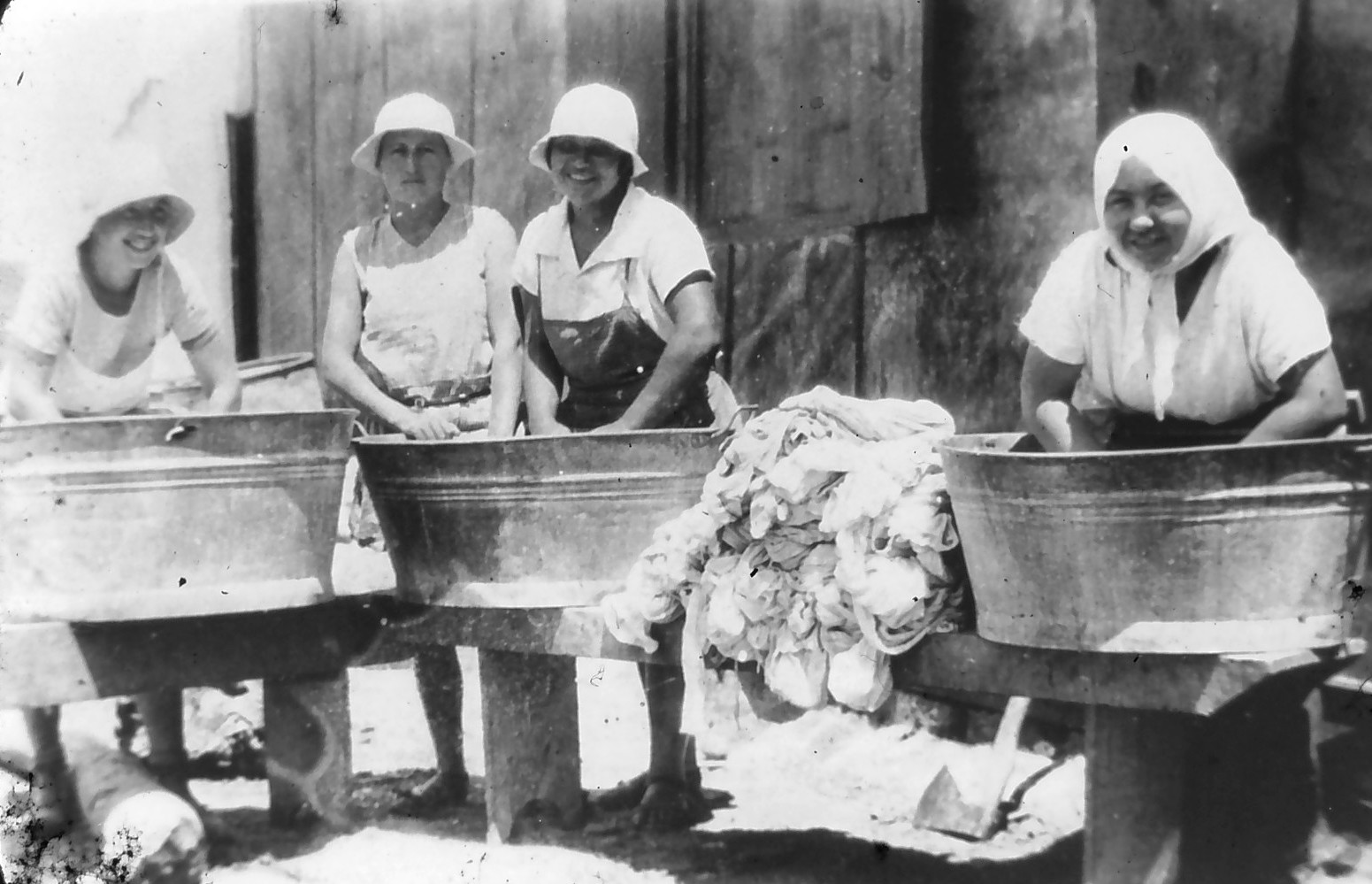
Donne pioniere che lavano i panni. Binyamina, 1930

Giv'at Ada, letteralmente vuol dire 'Ada Heights', fu chiamata così in onore della moglie del barone Edmond James de Rothschild, Adelheid/Adélaïde (Ada), e fu fondata nel 1903 da otto famiglie di Zikhron Ya'akov . Giv'at Ada fu fondata inizialmente una Moshava agricola.

### La Fusione
I 2 consigli locali, Binyamina e Giv'at Ada, sono stati fusi in un unico consiglio regionale in seguito ad un'iniziativa del Ministero degli Interni nel 2003. Fin dall'inizio, c'era l'intenzione di unire i tre insediamenti in un'unica autorità: Zikhron Ya'aqov, Binyamina e Givat Ada.
Il 13 ottobre 2024, un drone di Hezbollah ha attaccato una base militare, uccidendo 4 membri dell'IDF e ferendo 67 persone, tra cui diverse gravemente ferite.

## Economia

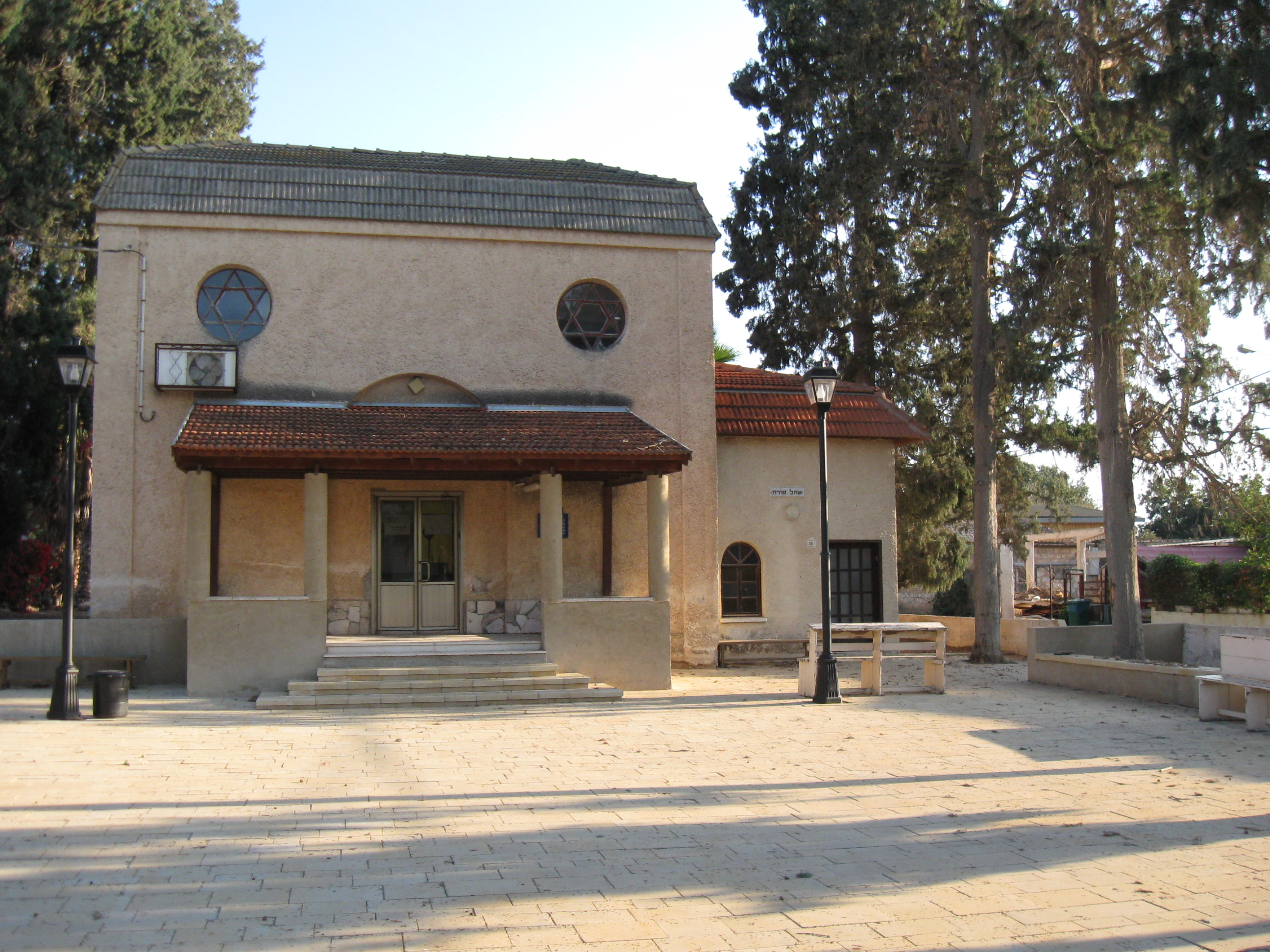
Sinagoga storica di Givat Ada

Nella zona si trova sia la Binyamina Winery, produttrice di vino e la Tishbi Winery, fu fondata da Yonathan Tishbi nel 1985.

## Shuni (Teatro)
Shuniè un teatro romano di forma semicircolare che si trova a Binyamina.

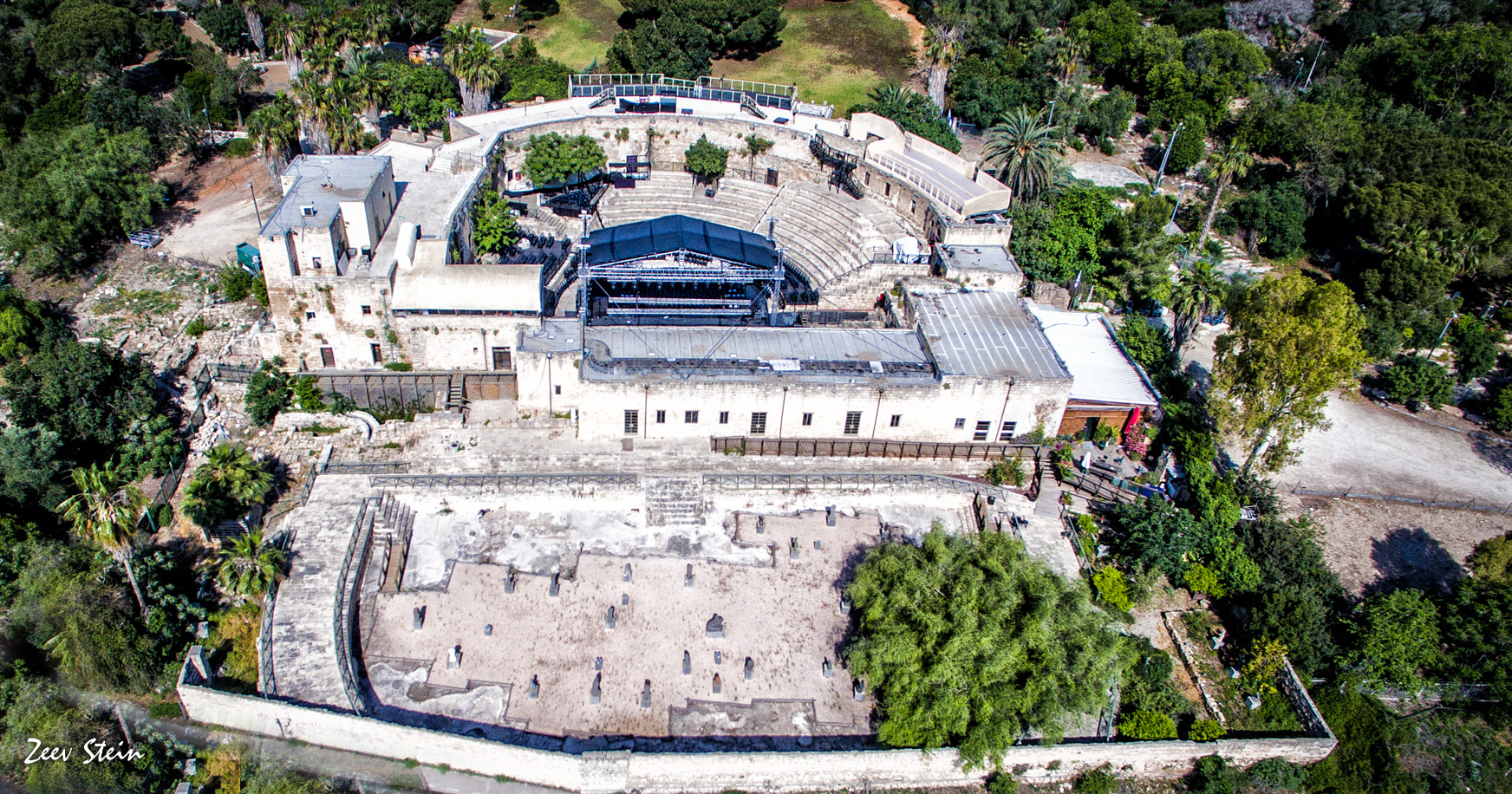
L'"Anfiteatro Shuni", in realtà un teatro romano restaurato sostenuto da una piscina

## Mezzi di trasporto
La stazione ferroviaria di Binyamina delle ferrovie israeliane è l'ultima fermata della linea Binyamina-Tel Aviv del terno israeliano ed è anche un punto di interscambio sulla linea Tel Aviv-Haifa, il che la rende un punto importante dei mezzi di trasporto nella zona. 

## Residenti degni di nota
Il cantautore israeliano Ehud Manor è nato a Binyamina. Tra i suoi attuali residenti ci sono il famoso attore televisivo Lior Halfon,.

## Città gemellate
- Tokaj, Hungary[9]